# Ingeniero Foster
Ingeniero Foster es una localidad del departamento Rancul, en la provincia de La Pampa, Argentina. Forma parte del municipio de La Maruja.
En cuanto a su infraestructura pública, se puede destacar la escuelita rural que cuenta con 20 alumnos aproximadamente, algunos del mismo pueblo y otros de zonas aledañas; el Destacamento de Policía y el Puesto Caminero de Policía, que entre los dos cuenta actualmente con 5 numerarios; y el tanque de agua que posee 30 metros de profundidad, proveyendo así al pueblo de un exquisito recurso natural.
Los dos próximos pueblos más cercanos se encuentran ambos a 20 km de distancia, siendo la localidad de La Maruja por la provincia de La Pampa (a través de la ruta provincial 4) y Arizona por la provincia de San Luis.

## Población
Cuenta con 52 habitantes (Indec, 2010), lo que no representa cambio significativo frente a los 51 habitantes (Indec, 2001) del censo anterior.
| Gráfica de evolución demográfica de Ingeniero Foster entre 1991 y 2010 |
|                                                                        |
| Fuente: Censos nacionales del INDEC                                    |